# Greggory Nations
Greggory "Gregg" Nations er en amerikansk manuskriptforfatter og manuskriptkoordinator. Han skrev en del afsnit for The District og Nash Bridges med Carlton Cuse. Nations tilsluttede sig produktionsholdet bag American Broadcasting Companys hitserie Lost i 2005, og skabte seriens "bibel" efter at have gennemlæst manuskripterne og skabt en tidslinje. Han havde sin forfatterdebut på Lost med "Eggtown," som han skrev sammen med Elizabeth Sarnoff. Gregg blev forfremmet til co-producer til seriens femte sæson.
| Lost | Spire Denne artikel om tv-serien Lost er en spire som bør udbygges. Du er velkommen til at hjælpe Wikipedia ved at udvide den. |